# Alessandro Busti
Alessandro Busti (Toronto, 30 de junio de 2000) es un futbolista canadiense que juega en la demarcación de Portero para la ASD Valdruento de la Promozione.

## Selección nacional
Tras jugar con la selección de fútbol sub-20 de Canadá y la sub-21, finalmente el 16 de octubre de 2018 debutó con la selección absoluta en un encuentro de clasificación para la Liga de Naciones Concacaf 2019-20 contra Dominica que finalizó con un resultado de 5-0 a favor del combinado canadiense tras los goles de Jonathan David, Lucas Cavallini, Junior Hoilett, Cyle Larin y un autogol de Malcolm Joseph.

## Clubes
| Club                  | País   | Año       | Partidos | Goles |
| --------------------- | ------ | --------- | -------- | ----- |
| Juventus de Turín "B" | Italia | 2018-2019 | 1        | 0     |
| AC Belluno 1905       | Italia | 2019-2020 | 15       | 0     |
| FC Vado               | Italia | 2020-2021 | 0        | 0     |
| ASD Valdruento        | Italia | 2021-     | 1        | 0     |